# Constance Zimmer
Pour les articles homonymes, voir Zimmer.
Constance Zimmer est une actrice américaine, née le 11 octobre 1970 à Seattle (État de Washington).
Essentiellement connue pour ses rôles à la télévision, elle a joué Dana Gordon dans Entourage, Janine Skorsky dans House of Cards et Quinn King dans la série satirique Unreal.

## Carrière

### Années 1990-2000: débuts et lente progression

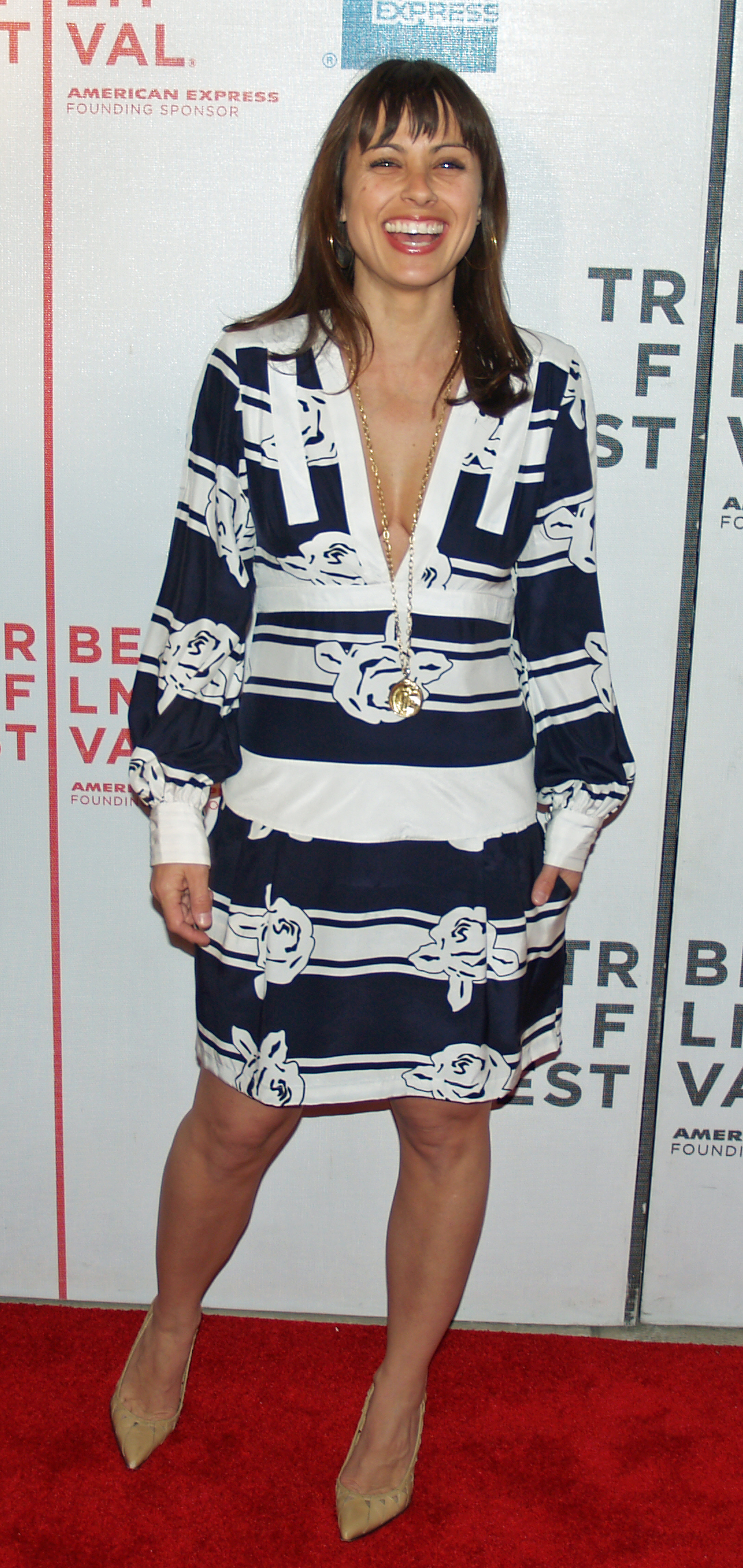
L'actrice en avril 2007, au Festival du Film de Tribeca.

Constance Alice Zimmer, née le 11 octobre 1970, faits ses débuts à la télévision américaine en 1993 dans un téléfilm. Suit une décennie d'apparitions dans une multitude de séries télévisées. Elle concrétise enfin en 2002 en intégrant la distribution principale d'une nouvelle sitcom, Good Morning, Miami.  Elle y joue le rôle d'une jeune assistante sexy et sarcastique. Si le programme est arrêté au bout de deux saisons, sa carrière est lancée.
À la rentrée 2004, son pilote de comédie culinaire n'est pas retenue par la chaîne, la conduisant à des apparitions dans la populaire série policière NYPD Blue et l'attendue sitcom Jake in Progress. Elle sécurise surtout un rôle récurrent dans la seconde saison de la populaire série sentimentale Le Monde de Joan.
À la rentrée 2005, elle se voit confier le premier rôle féminin de la série judiciaire Dernier Recours, mais le programme ne dépasse pas une saison de 13 épisodes.
À la rentrée 2006, le pilote de la sitcom 52 Flights n'est pas commandé, et elle rejoint donc le casting de la série judiciaire Boston Justice. Son personnage d'avocate disparait au bout des 24 épisodes de la troisième saison alors en cours.
Durant les années suivantes, elle enchaîne les apparitions dans d'autres séries, mais c'est son personnage récurrent de Dana Gordon dans la comédie Entourage qui lui permet de conserver une visibilité, entre 2005 et 2011. Elle revient même pour le long-métrage écrit et réalisé par le créateur Doug Ellin, sorti en 2015.

### Années 2010: révélation critique
À la rentrée 2011, son pilote de sitcom Home Game dont elle tient le premier rôle, n'aboutit pas. Et la série anthologique Love Bites pour laquelle elle décroche un rôle, ne mène à rien, le programme étant arrêté avant même sa diffusion.
À la rentrée 2013, elle fait un triple retour remarqué, en se concentrant sur un registre dramatique. Elle interprète d'abord un rôle récurrent dans la populaire série médicale  Grey's Anatomy, celui du Dr. Alana Cahill durant cinq épisodes. Puis elle confirme cette exposition en rejoignant la distribution de la seconde saison de la prestigieuse série The Newsroom. Enfin, elle se fait surtout remarquer en incarnant Janine Skorsky dans la série politique House of Cards. Elle retrouve son personnage pour trois épisodes de la saison 2 en 2014.
Parallèlement, elle participe à quelques films, avant de décrocher, à la rentrée 2015, l'un des deux rôles principaux de la série satirique Unreal. Le programme est un carton critique et commercial. Son interprétation de la froide et impitoyable Quinn King lui permet enfin de s'imposer au premier plan, vingt ans après ses débuts. Deux saisons supplémentaires sont commandées.
Elle continue à être productive, entre deux saisons de Unreal : en 2015, elle tient un rôle récurrent dans la troisième saison de la série de superhéros Marvel : Les Agents du SHIELD. En 2016, elle double un personnage dans une série d'animation issue de la franchise Transformers, et revient dans House of Cards, pour un épisode de la quatrième saison.

## Filmographie

### Cinéma
- 2011 : Demoted de J.B. Rogers : Elizabeth Holland
- 2011 : La Théorie du Chaos (Chaos Theory) de Marcos Siega : la professeur de Peg
- 2012 : The Babymakers de Jay Chandrasekhar : Mona
- 2014 : Run the Tide de Soham Mehta : Lola
- 2015 : Entourage de Doug Ellin : Dana Gordon
- 2015 : Results de Andrew Bujalski: Mandy

### Télévision

#### Téléfilms
- 1993 : The Day My Parents Ran Away de Martin Nicholson : la fille en ligne
- 1997 : Quicksilver Highway de Mick Garris : une patiente
- 2002 : Homeward Bound de Joshua Brand : Emma
- 2002 : Roman noir de Walter Klenhard : Cassie Thomas
- 2003 : Roman noir : Cassie Tilman (remplacée dans les téléfilms suivants)
- 2004 : Cooking Lessons de Ivan Reitman : Georgia
- 2008 : Man of Your Dreams de Jason Ensler : Liza
- 2010 : In Security de Peter Segal : Meg
- 2011 : Home Game de Ken Whittingham : Nikki

#### Séries télévisées
- 1999 : Diagnostic : Meurtre : Lisa Blake
- 2000 : X-Files : Aux frontières du réel : Phoebe (saison 7, épisode Maitreya)
- 2002 - 2003 : Good Morning, Miami : Penny Barnes
- 2003 : Le Monde de Joan : Sœur Lilly Watters (11 épisodes)
- 2004 : NYPD Blue : Zoe Prentiss
- 2005 - 2011 : Entourage : Dana Gordon (21 épisodes)
- 2006 - 2007 : Boston Justice : Claire Simms
- 2007 : Pushing Daisies : Coco Juniper
- 2012 : The New Normal : Tiffany (saison 1, ép. 7)
- 2013 : Grey's Anatomy : Dr. Alana Cahill
- 2013 : The Newsroom : Taylor Warren
- 2013 - 2016 : House of Cards : Janine Skorsky (13 épisodes)
- 2014 : Hot in Cleveland : Lily
- 2015 - 2018 : UnREAL : Quinn King (38 épisodes)
- 2015 : Marvel : Les Agents du SHIELD : Rosalind Price (saison 3)
- 2019 : Shameless : Claudia (saison 10)
- 2021 : Good Trouble : Kathleen Gale (10 épisodes)
- 2023 : Shelter : Shira Bolitar (8 épisodes)

#### Série d'animation
- 2015-2017 : Transformers : Robots in Disguise : Strongarm (voix originale)

## Distinctions

### Récompenses
- 6e cérémonie des Critics' Choice Television Awards 2016 : Meilleure actrice dans un second rôle dans une série dramatique pour UnREAL (2015-).

### Nominations
- 14e cérémonie des Screen Actors Guild Awards 2008 : Meilleure distribution pour une série dramatique pour Boston Justice (Boston Legal) (2004-2008) partagée avec Rene Auberjonois, Candice Bergen, Julie Bowen, Saffron Burrows, Christian Clemenson, Taraji P. Henson, John Larroquette, William Shatner, James Spader, Tara Summers, Mark Valley et Gary Anthony Williams.

- Gold Derby Awards 2016 : Meilleure actrice dans un second rôle dans une série télévisée dramatique pour Unreal
- Online Film & Television Association Awards 2016 : Meilleure actrice dans un second rôle dans une série télévisée dramatique pour Unreal
- 68e cérémonie des Primetime Emmy Awards 2016 : Meilleure actrice dans un second rôle dans une série télévisée dramatique pour Unreal

## Voix françaises
En France Constance Zimmer est doublée à cinq reprises par Armelle Gallaud et à trois reprises chacune par Isabelle Leprince, Barbara Delsol et Marie Chevalot.
En France
| - Armelle Gallaud dans (les séries télévisées) : - House of Cards - Marvel : Les Agents du SHIELD - Better Things - Condor - Good Trouble - Isabelle Leprince dans : - Entourage (série télévisée) - The New Normal (série télévisée) - Entourage - Barbara Delsol dans (les séries télévisées) : - Dernier Recours - Boston Justice - Grey's Anatomy - Marie Chevalot dans : - Pushing Daisies (série télévisée) - Mom (série télévisée) - Wonder Woman: Bloodlines (voix) | Et aussi - Christelle Reboul dans Diagnostic : Meurtre (série télévisée) - Catherine Privat dans Good Morning Miami (série télévisée) - Sophie Gormezano dans Le Monde de Joan (série télévisée) - Julie Dumas dans Roman noir (téléfilm) - Virginie Méry dans New York Police Blues (série télévisée) - Ivana Coppola dans The Newsroom (série télévisée) - Sophie Riffont dans UnREAL (série télévisée) - Helena Coppejans dans Transformers Robots in Disguise : Mission secrète (voix) |